# Blakesley
Blakesley – wieś w Anglii, w hrabstwie Northamptonshire, w dystrykcie (unitary authority) West Northamptonshire. Leży 17 km na południowy zachód od miasta Northampton i 97 km na północny zachód od Londynu. W 2010 miejscowość liczyła 492 mieszkańców.